# Machacalis
Machacalis este un oraș în Minas Gerais (MG), Brazilia.